# Edward J. King
Pour les articles homonymes, voir Edward King et King.
Edward J. King (11 mai 1925 - 18 septembre 2006) est un homme politique américain.